# Медичний університет Сілезії в Катовицях
50°13′29″ пн. ш. 18°57′13″ сх. д. / 50.22472° пн. ш. 18.95361° сх. д.
Медичний університет Сілезії в Катовицях (пол. Śląski Uniwersytet Medyczny w Katowicach) — медичний заклад вищої освіти в польському місті Катовицях, заснований у 1948 році.

## Історія
У квітні 1946 року створено організаційний комітет Сілезької медичної академії. Тоді була проаналізована можливість співпраці з науковцями польського медичного факультету з Единбурга. Однак було прийнято рішення створити академію на базі польських кадрів.
Університет заснований як Медична академія у Битомі постановою Ради Міністрів від 20 березня 1948 року (набрала чинності 22 квітня 1948 року).
У 1976 році університет був нагороджений орденом Трудового Прапора 2-го класу.
Зміна назви університету з Сілезької медичної академії Людвіка Варинського в Катовицях на Медичний університет Сілезії в Катовицях зжійснена 20 червня 2007 року згідно з Постановою від 30 березня 2007 року.
Згідно з рейтингом Webometrics світових університетів із січня 2013 року, підготовленим іспанським інститутом «Consejo Superior de Investigaciones Científicas», університет посідає 4 місце в Польщі серед медичних закладів вищої освіти, а у світі 190-тє серед усіх типів університетів.

## Структура та напрямки підготовки
Університет здійснює підготовку за бакалаврськими та магістерськими програмами на п'яти факультетах.
- Факультет медичної стоматології у Забже
  - Лікувальна справа
  - Стоматологія
  - Парамедицина
- Факультет лікувальної справи в Катовицях
  - Лікувальна справа
  - Нейробіологія
- Фармацевтичний факультет у Сосновці
  - Лабораторна діагностика
  - Біотехнологія
  - Фармація
  - Косметологія
- Факультет наук про здоров'я в Катовицях
  - Фізична реабілітація
  - Сестринська справа
  - Акушерство
  - Електрорадіологія
- Факультет наук про здоров'я у Битомі
  - Дієтологія
  - Громадське здоров'я

## Загальноуніверситетські підрозділи
- Наукова бібліотека[3]
- Архів[4]
- Видавництво[5]
- Центр технологій[6][7].

## Ректори
Період академії
- 1948–51 – проф. Брунон Новаковський (1890–1966)
- 1951–53 – проф. Тадеуш Хоронжак (1901–1977)
- 1953–54 – проф. Стефан Шльопек (1914–1995)
- 1954–57 – проф. Маріян Гарліцький (1908–2002)
- 1957–62 – проф. Вітольд Загорський (1908–1995)
- 1962–71 – проф. Вітольд Неполомський (1916–2006)
- 1971–80 – проф. Юзеф Йонек (1928–2000)
- 1980–82 – проф. Збігнєв Герман (1935–2010)
- 1982–84 – проф. Франтішек Кокот (ur. 1929)
- 1984–88 – проф. Мечислав Люцяк (1928–2002)
- 1988–90 – проф. Марчін Камінський (нар. 1941)
- 1990–96 – проф. Владислав Пежхала (нар. 1944)
- 1996–99 – проф. Збігнєв Реліга (1938–2009)
- 1999–2005 – проф. Тадеуш Вільчок (1934–2015)
- 2005–2007 – проф. Ева Малецька-Тендера (нар. 1949)

Період університету
- 2007–2012 – проф. Ева Малецька-Тендера (нар. 1949)
- з 2012 – проф. Пшемислав Яловецький (нар. 1954)[8]